# Doolittle Raid

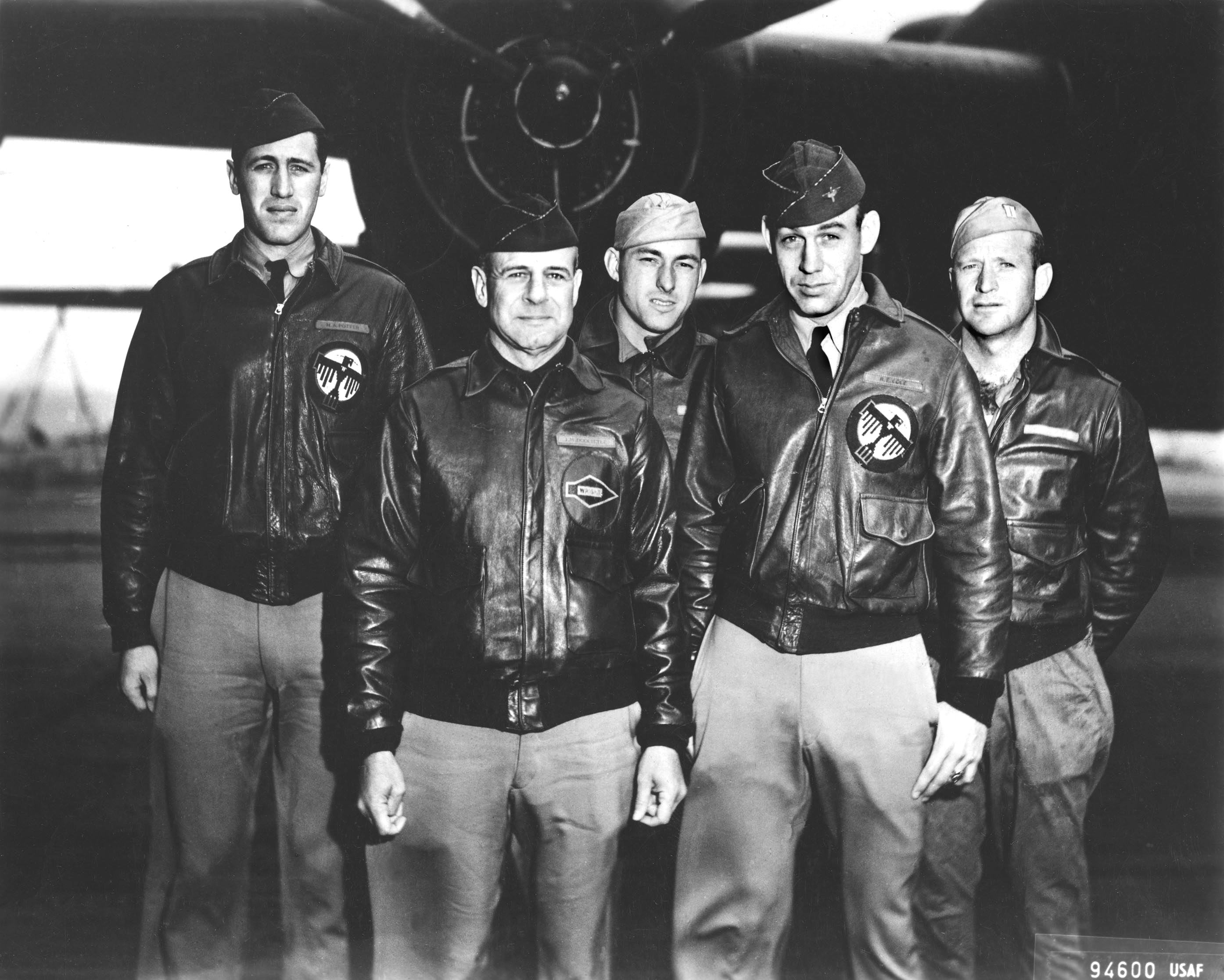
De bemanning van een van de bommenwerpers, waaronder Doolittle (tweede van links)

De Doolittle Raid op 18 april 1942 was de eerste Amerikaanse luchtaanval op Tokio tijdens de Tweede Wereldoorlog.
De aanval toonde aan dat Japan zelf kwetsbaar was voor geallieerde luchtaanvallen en bood een gelegenheid voor een Amerikaanse vergelding voor de Japanse aanval op Pearl Harbor op 7 december 1941. De aanval werd gepland en geleid door luitenant-kolonel James "Jimmy" Doolittle. Doolittle schreef later in zijn autobiografie dat de aanval bedoeld was om de Japanners te laten twijfelen aan hun superioriteit en de Amerikaanse moraal op te krikken:
"Men had over de Japanners gezegd dat ze onkwetsbaar waren. Een aanval op het Japanse moederland zou verwarring zaaien in de geesten van de Japanse bevolking en hen doen twijfelen over de betrouwbaarheid van hun leiders. Er was een tweede, minstens even belangrijke, psychologische reden voor deze aanval... de Amerikanen hadden dringend een moreel zetje nodig."
Zestien B-25B Mitchell-bommenwerpers stegen op vanaf het vliegdekschip USS Hornet, dat tot 1000 kilometer van de Japanse kust was gevaren. Het plan was om militaire doelwitten in Japan te bombarderen en te landen in China. Eén B-25 bommenwerper landde op Russisch grondgebied en de bemanning werd meer dan een jaar in de Sovjet-Unie geïnterneerd. De SU was neutraal in de Japans-Amerikaanse oorlog tot augustus 1945.
Alle 16 vliegtuigen gingen verloren bij hun landing en 8 bemanningsleden werden vermoord of gevangengenomen. De bemanning van 14 vliegtuigen keerde heelhuids terug naar de Verenigde Staten of naar geallieerd gebied. De aangerichte schade was beperkt maar het psychologisch effect was groot: het was duidelijk dat Japan niet onkwetsbaar was. De Japanners stuurden een grootschalige strafexpeditie naar Zhejiang en Jiangxi om te voorkomen dat Chinees gebied zou worden gebruikt voor aanvallen op Japan, de bemanningsleden op te sporen en gevangen te zetten, en wraak te nemen op de Chinese bevolking en eenieder die de bemanningsleden hielp of onderdak verleende. Japan beschouwde het bombardement op zijn burgerbevolking als een oorlogsmisdaad en berechtte de gevangengenomen Amerikaanse vliegers conform.
Om Japan te verdedigen trok het opperbevel aanzienlijke onderdelen van de luchtmacht terug van de ondersteuning van offensieve operaties. Twee vliegdekschepen werden toegevoegd aan de vloot die de Aleoeten moest veroveren om te voorkomen dat die zouden worden gebruikt als bases voor bommenwerpers en konden daardoor niet worden gebruikt bij de Slag bij Midway. De belangrijkste strategische prestatie van de Doolittle Raid was dus dat het Japanse opperbevel gedwongen werd tot een inefficiënte verdeling van hun troepen en het leidde voor de rest van de oorlog ook tot slechte besluitvorming vanwege de angst voor een aanval.
De Doolittle Raid werd in 1944 verfilmd door Mervin LeRoy in de film Thirty seconds over Tokyo. Deze aanval is in 2001 verwerkt door Michael Bay in de film Pearl Harbor, met Alec Baldwin in de rol van Doolittle. Ook in de film Midway uit 2019 is de aanval verwerkt en wordt Jimmy Doolittle vertolkt door Aaron Eckhart. 